# Doug Lewis (homme politique)
Pour les articles homonymes, voir Doug Lewis et Lewis.
Douglas Grinslade Lewis (né le 17 avril 1938) est un homme politique canadien de l'Ontario. Il est député fédéral progressiste-conservateur de la circonscription ontarienne de Simcoe-Nord de 1979 à 1993.

## Biographie
Comptable et avocat de formation, Lewis entre à la Chambre des communes à titre de député de Simcoe-Nord en 1979. Alors dans l'éphémère gouvernement de Joe Clark, il occupe le poste de secrétaire parlementaire de Roch LaSalle, le ministre des Approvisionnements et Services.
Réélu en 1980, il est vice-leader parlementaire de 1981 à février 1983 et ensuite leader parlementaire de l'opposition officielle jusqu'en septembre 1983.
De retour au pouvoir avec Brian Mulroney en 1984, Lewis redevient secrétaire parlementaire du président du Conseil du Trésor (1984-1985), du président du Conseil privé (1985-1986) et du vice-premier ministre (1986-1987). Il entre au cabinet à titre de ministre d'État du leader parlementaire du gouvernement et de ministre d'État du Conseil du Trésor. En janvier 1989, il devient ministre de la Justice. Il s'occupe également le poste de leader du gouvernement d'avril 1989 à février 1990.
Muté aux poste de ministre des Transports en avril 1990, il change à nouveau un an plus tard, en avril 1991, au poste de Solliciteur général du Canada.
Lorsque Kim Campbell accède au pouvoir, elle conserve Lewis dans ses précédentes fonctions dans le cabinet Mulroney. Lewis et le gouvernement sont défaits en 1993.